# Monica Stoian
Monica Stoian (n. 25 august 1982, Sibiu, România) este o fostă aruncătoare de suliță din România.

## Carieră
Prima ei performanță notabilă a fost locul 7 la Campionatul Mondial de Juniori (sub 18) din 1999 de la Bydgoszcz. La Campionatul European de Juniori (sub 20) din 2001 de la Grosseto a obținut locul 8. În anul 2006 a câștigat primul ei titlu național.
La Universiada din 2007 de la Bangkok sulițașa a câștigat medalia de argint. În același an a participat la Campionatul Mondial de la Osaka dar nu a reușit să avanseze în finală. Și la Jocurile Olimpice din 2008 de la Beijing a ratat finala.
La Campionatul Mondial din 2009 Monica Stoian s-a clasat pe locul 4, stabilind un nou record personal cu o aruncare de 64,51 m. Rusoaica Maria Abakumova a fost pe locul 3, dar a fost ulterior suspendată pentru dopaj, și românca a urcat de pe locul 4 pe locul 3. În 2020 a primit medalia de bronz.

## Realizări
| An   | Competiție                            | Locație            | Loc | Note    |
| ---- | ------------------------------------- | ------------------ | --- | ------- |
| 1999 | Campionatul Mondial de Juniori sub 18 | Bydgoszcz, Polonia | 7   | 47,25 m |
| 2007 | Universiada                           | Bangkok, Thailanda | 2   | 61,19 m |
| 2007 | Campionatul Mondial                   | Osaka, Japonia     | 21  | 56,84 m |
| 2008 | Jocurile Olimpice                     | Beijing, China     | 39  | 54,56 m |
| 2009 | Campionatul Mondial                   | Berlin, Germania   | 3   | 64,51 m |

## Recorduri personale
| Probă             | Performanță | Dată           | Locație |
| ----------------- | ----------- | -------------- | ------- |
| aruncarea suliței | 64,51 m     | 18 august 2009 | Berlin  |